# Red Storm Entertainment
Red Storm Entertainment, Inc. är en amerikansk datorspelutvecklare och dotterbolag till Ubisoft baserat i Morrisville, North Carolina. Grundades i maj 1996 av romanförfattaren Tom Clancy, Royal Navy kapten Doug Littlejohns och kreativ regissör Steve Reid, specialiserar företaget sig i utvecklingen av spel i Tom Clancys franchise. Red Storm Entertainment förvärvades av Ubisoft i augusti 2000.